# Songyuan

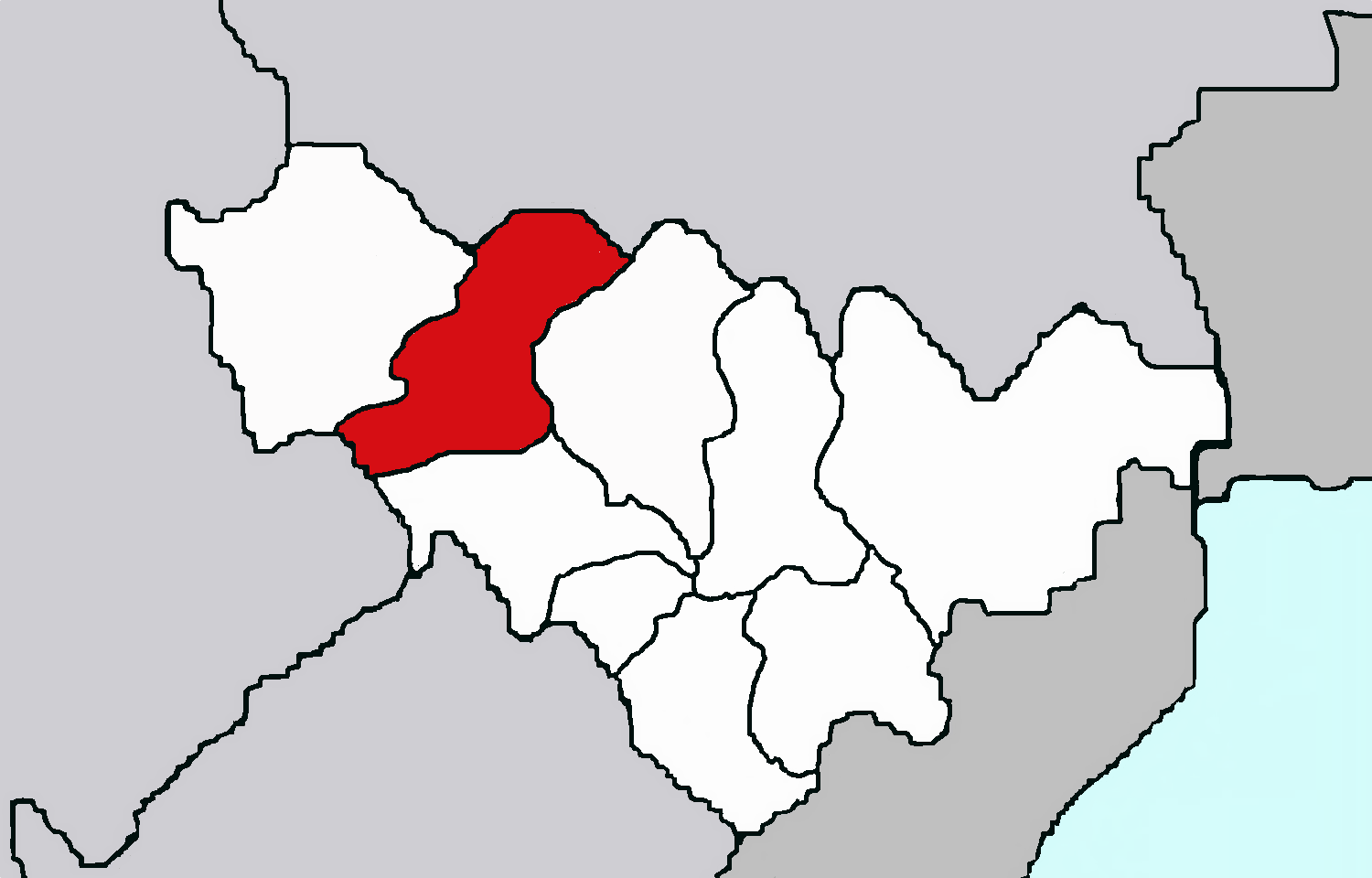
Lage Songyuans in Jilin

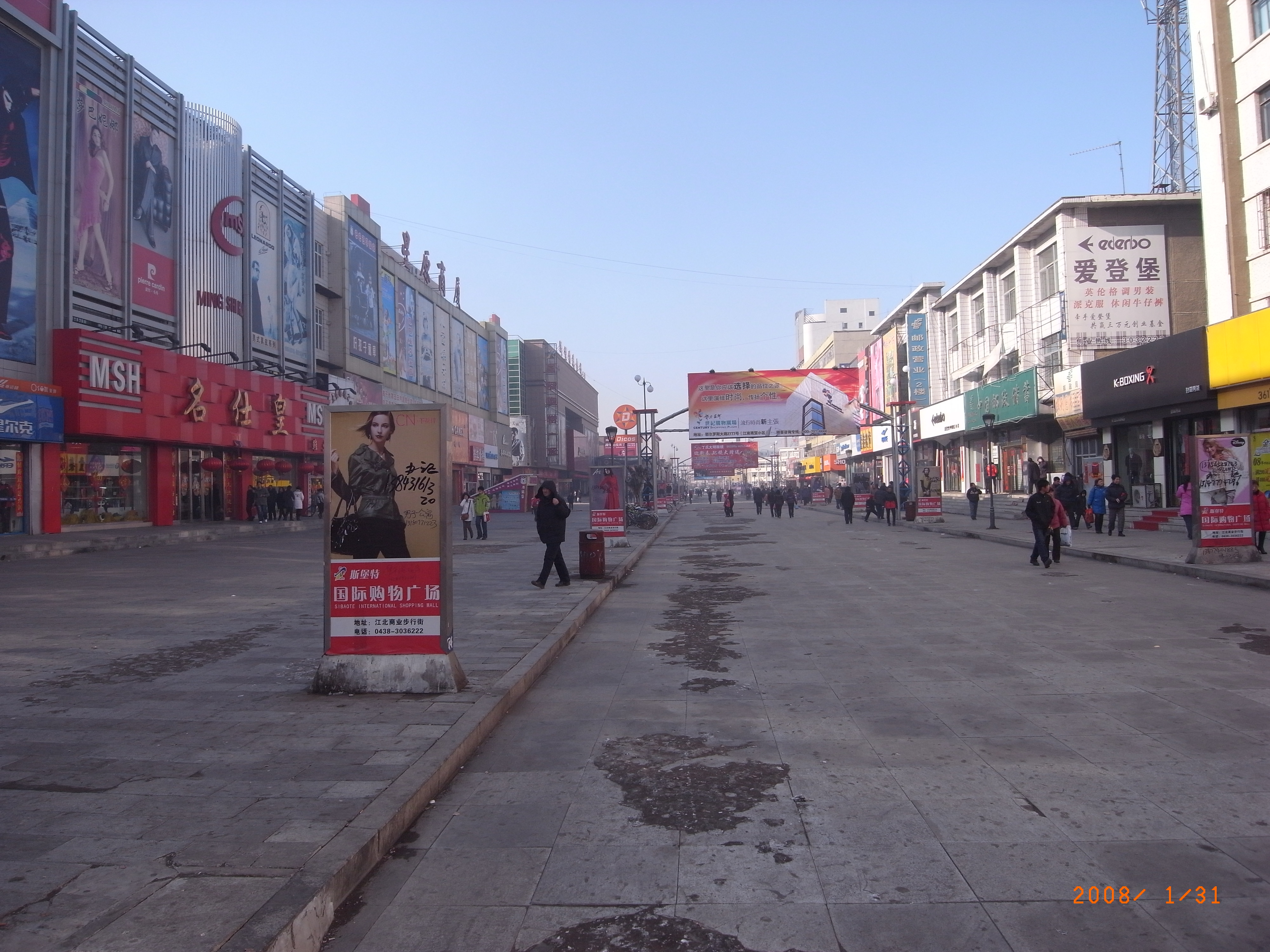
Fußgängerzone in Songyuan

Songyuan (chinesisch 松原市 / 松原市, Pinyin Sōngyuán Shì) ist eine bezirksfreie Stadt im Westen der chinesischen Provinz Jilin. Songyuan hat eine Fläche von 21.089 km² und 2.252.994 Einwohner (Stand: Zensus 2020).

## Administrative Gliederung
Auf Kreisebene setzt sich Songyuan aus einem Stadtbezirk, zwei Kreisen, einem Autonomen Kreis und einer kreisfreien Stadt zusammen. Diese sind (Stand: Zensus 2010):
- Stadtbezirk Ningjiang (宁江区), 1.240 km², 612.816 Einwohner, Zentrum, Sitz der Stadtregierung;
- Kreis Changling (长岭县), 5.705 km², 639.205 Einwohner, Hauptort: Großgemeinde Changling (长岭镇);
- Kreis Qian’an (乾安县), 3.617 km², 301.438 Einwohner, Hauptort: Großgemeinde Qian’an (乾安镇);
- Autonomer Kreis Vorderer Gorlos der Mongolen (前郭尔罗斯蒙古族自治县), 5.902 km², 607.640 Einwohner, Hauptort: Großgemeinde Qianguo (前郭镇);
- Stadt Fuyu (扶余市), 4.627 km², 718.987 Einwohner, Hauptort: Großgemeinde Sanchahe (三岔河镇).